# Croze
Croze es una comuna francesa situada en el departamento de Creuse, en la región de Nueva Aquitania.

## Demografía
| 207 | 245 | 196 | 211 | 202 | 211 | 191 |
| Para los censos de 1962 a 1999 la población legal corresponde a la población sin duplicidades (Fuente: INSEE [Consultar]) |     |     |     |     |     |     |